# Dagny Knutson
Dagny Knutson (Fayetteville, 18 gennaio 1992) è una nuotatrice statunitense, dominatrice dei campionati mondiali giovanili di nuoto 2008 a Monterrey con 5 ori.

## Palmarès
- Mondiali

Roma 2009: argento nella 4x200m sl.
Shanghai 2011: oro nella 4x200m sl.
- Mondiali giovanili

Monterrey 2008: oro nei 200m sl, nei 200m misti, nei 400m misti, nella 4x100m sl e nella 4x200m sl.